# Portret van Ferdinand Alvarez de Toledo, hertog van Alva
Portret van Ferdinand Alvarez de Toledo, hertog van Alva, is een schilderij naar de Zuid-Nederlandse schilder Willem Key in het Stedelijk Museum in Alkmaar.

## Voorstelling
Het stelt Fernando Álvarez de Toledo voor, beter bekend als Alva. Hij was een Spaanse generaal, die in 1566 door koning Filips II van Spanje naar de Nederlanden werd gestuurd om daar de Opstand neer te drukken. In mei 1567 kwam hij in de Nederlanden aan. In september van dat jaar volgde hij Margaretha van Parma op als landvoogd van de Nederlanden.

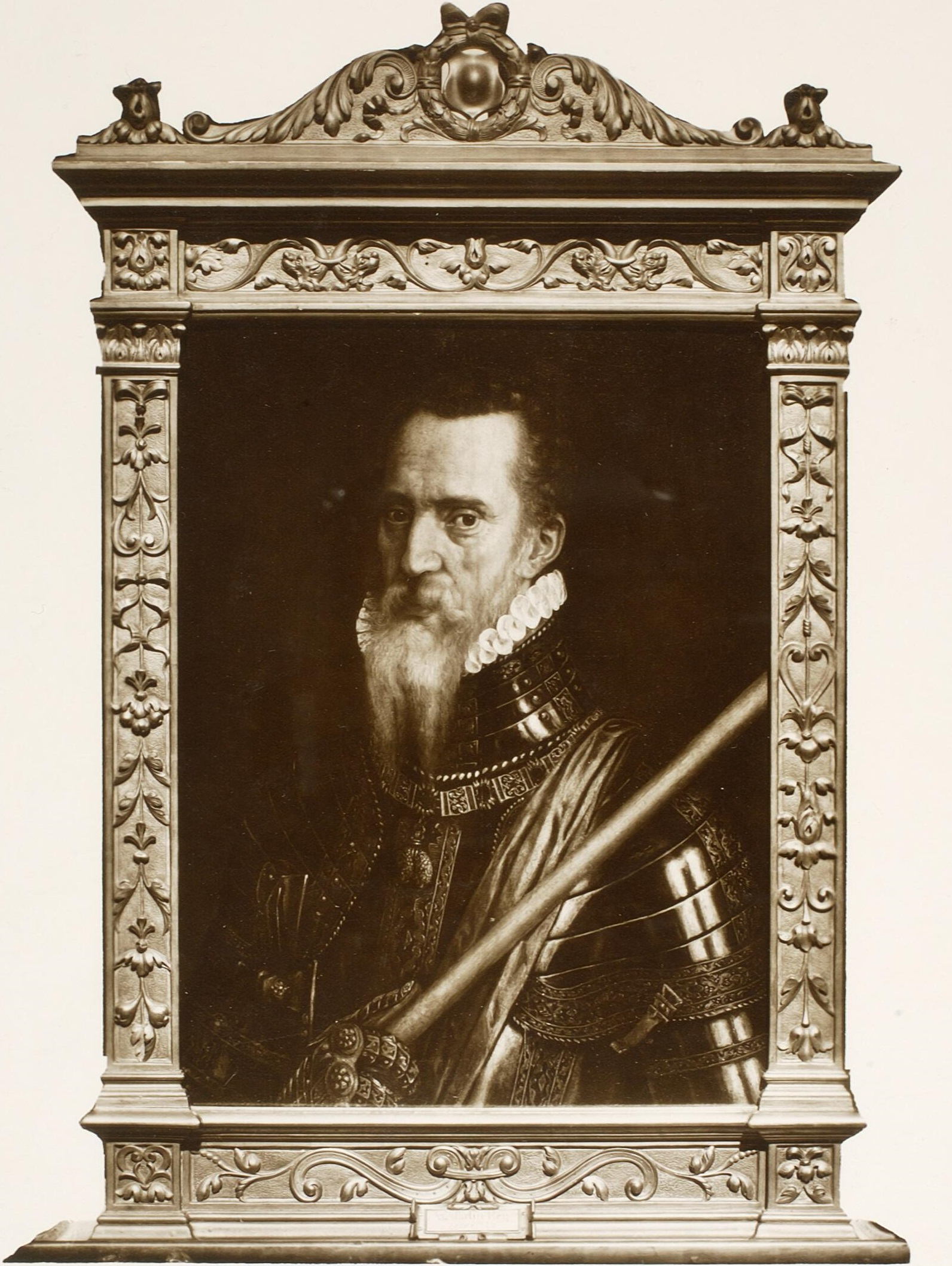
Toegeschreven aan Willem Key. Portret van Ferdinand Alvarez de Toledo, hertog van Alva. 1568. Madrid, Fundación Casa de Alba.

Alva is afgebeeld als opperbevelhebber in harnas met een rode sjerp over zijn linkerschouder. Om zijn hals draagt hij de ketting van de Orde van het Gulden Vlies. Het portret is vermoedelijk gebaseerd op een portret toegeschreven aan Willem Key in de verzameling van de huidige hertog van Alva in Madrid. Dit portret is op zijn beurt nauw verwant aan een portret toegeschreven aan Titiaan, ook in de verzameling van de huidige hertog van Alva in Madrid.

## Toeschrijving en datering
Het portret werd vroeger toegeschreven aan Dirck Barendsz. Het werd in 1934 door kunsthistoricus Max Friedländer voor het eerst in verband gebracht met het portret door Willem Key in Madrid. De toeschrijving van dit werk aan Key staat trouwens niet helemaal vast. Friedländer houdt er rekening mee dat deze ook door Anthonis Mor van Dashorst geschilderd kan zijn. Hij dateerde het origineel 1568.

## Herkomst
Het werk is afkomstig uit de stadhouderlijke schilderijencollectie. Op de achterkant van het paneel bevindt zich een gekroond monogram van Willem III van Oranje (1650-1702). Het is waarschijnlijk afkomstig uit Paleis Het Loo, dat door hem gebouwd werd. In 1795 werd de stadhouderlijke collectie genationaliseerd. Vermoedelijk in september 1798 werd het overgebracht naar de Nationale Konst-Gallery in Den Haag, de voorloper van het Rijksmuseum Amsterdam. In 2012 werd het door het Rijksmuseum in bruikleen gegeven aan het Stedelijk Museum Alkmaar.